# Umeå (musikalbum)
Umeå är Final Exits andra studioalbum, utgivet av Desperate Fight Records 1996.

## Låtlista[1]
Alla låtar är skrivna av Final Exit.
1. "Straight Edge Terror Force" - 0:15
2. "Proficiency" - 1:14
3. "Punk Enough" - 1:34
4. "Majvy Rosén" - 0:59
5. "And Never Again" - 1:26
6. "Wall of Death" 0:12
7. "Of Violence and Conformity" - 1:22
8. "17 Scoops" - 2:08
9. "What If?" - 0:21
10. "Roles and Rules" - 1:39
11. "You Suck" - 0:53
12. "Oil Unit Corps God Country" - 1:06
13. "Not a Punkrock Song" - 2:39
14. "Bent Out of Shape" - 0:22
15. "True 'Til Maturity, Pt 2" - 1:33
16. "Better Than Who Crew" - 1:06
17. "Bomb Victim" - 0:50
18. "Emptiness a Virtue" - 0:53
19. "Wife and Kids and TelevisionGrave" - 1:07
20. "Built to Last" - 1:14
21. "Umeå Hardcore" - 1:15

## Personal[1]
- Brooklyn - layout
- Hoja - inspelning
- Johan "Döden" Dahlroth - fotografi
- Marty X Bloodpath - skrik (intro)
- Mats - inspelning